# Désiré Lucca
Désiré Lucca, né le 10 mars 1883 à Toulon (Var, France) et mort le 23 juin 1972 à Hyères (Var, France), est un militaire français, aviateur durant la Première Guerre mondiale. Il est célèbre pour avoir fondé l’aérodrome du Bourget.

## Distinctions
- Chevalier de la Légion d'honneur, le 15 octobre 1911[1]
- Officier de la Légion d'honneur, le 5 juillet 1925[1].
- croix de Sainte-Anne de Russie de 3e classe avec glaives, le 17 mai 1916.
- Croix de guerre 1914-1918[2]
- Citation no 17 à l'ordre de l'aéronautique, en date du 10 juillet 1911 :

« Le général inspecteur permanent de l'aéronautique militaire porte à la connaissance des troupes et établissements placés sous ses ordres le voyage accompli sur un appareil Maurice Farman par les lieutenants Lucca (pilote) et Hennequin (observateur) du centre d'aviation de Versailles. Partis de Saint-Cyr, le 28 mai, ces deux officiers ont fait successivement escale à Tonnerre, Dijon, Lyon, Avignon et à l’aérodrome de Lesparre, près de la ville d'Hyères, le 1er juin à 5 heures 40 du soir. Ce voyage aérien comporte un parcours total de 800 kilomètres effectués dans des conditions atmosphériques parfois défavorables. Un accident survenu au moment même du départ de l'aérodrome de Lesparre a empêché les lieutenants Lucca et Hennequin de terminer le circuit qu'ils avaient projeté d'accomplir. Le général adresse ses félicitations aux lieutenants Lucca et Hennequin, les cite à l'ordre du jour de l'aéronautique militaire et leur adresse en même temps ses meilleurs vœux de rétablissement rapide et définitif. »

- Citation (no 493 D) à l'ordre de l'armée en date du 1er janvier 1915 :

« A donné aux troupes qu'il commande de façon remarquable un bel exemple de courage, de sang-froid et habilité, en exécutant dans des conditions périlleuses plusieurs vol de nuit au-dessus de Paris. »